# Pandémie de Covid-19 en Estrie
Cet article relate la pandémie de Covid-19 dans la région administrative de l'Estrie
En décembre 2020, les autorités de santé publique de l'Estrie optent de prioriser le personnel de santé, plutôt que les résidents en CHSLD. Ce choix, qui diffère de la priorisation des clientèles du Comité sur l’immunisation du Québec, est le résultat du type de vaccin disponible, qui nécessite l'injection de 975 doses dans le même établissement, l'Estrie n'ayant pas de CHSLD avec une grande population.

## Paliers d'alerte
| Date de changement | 2020  | 2020    | 2020   | 2021   | 2021   | 2021   | 2021   | 2021    | 2021    |
| Date de changement | 8 sep | 28 sep, | 12 nov | 8 mars | 10 mai | 31 mai | 7 juin | 14 juin | 28 juin |
| ------------------ | ----- | ------- | ------ | ------ | ------ | ------ | ------ | ------- | ------- |
| Palier             |       |         |        |        |        |        |        |         |         |

- Mesures particulières
- Vigilance
- Préalerte
- Préalerte avec exceptions pour certains territoires
- Alerte
- Alerte avec exceptions pour certains territoires
- Alerte maximale